# Borowo (Macedonia Północna)

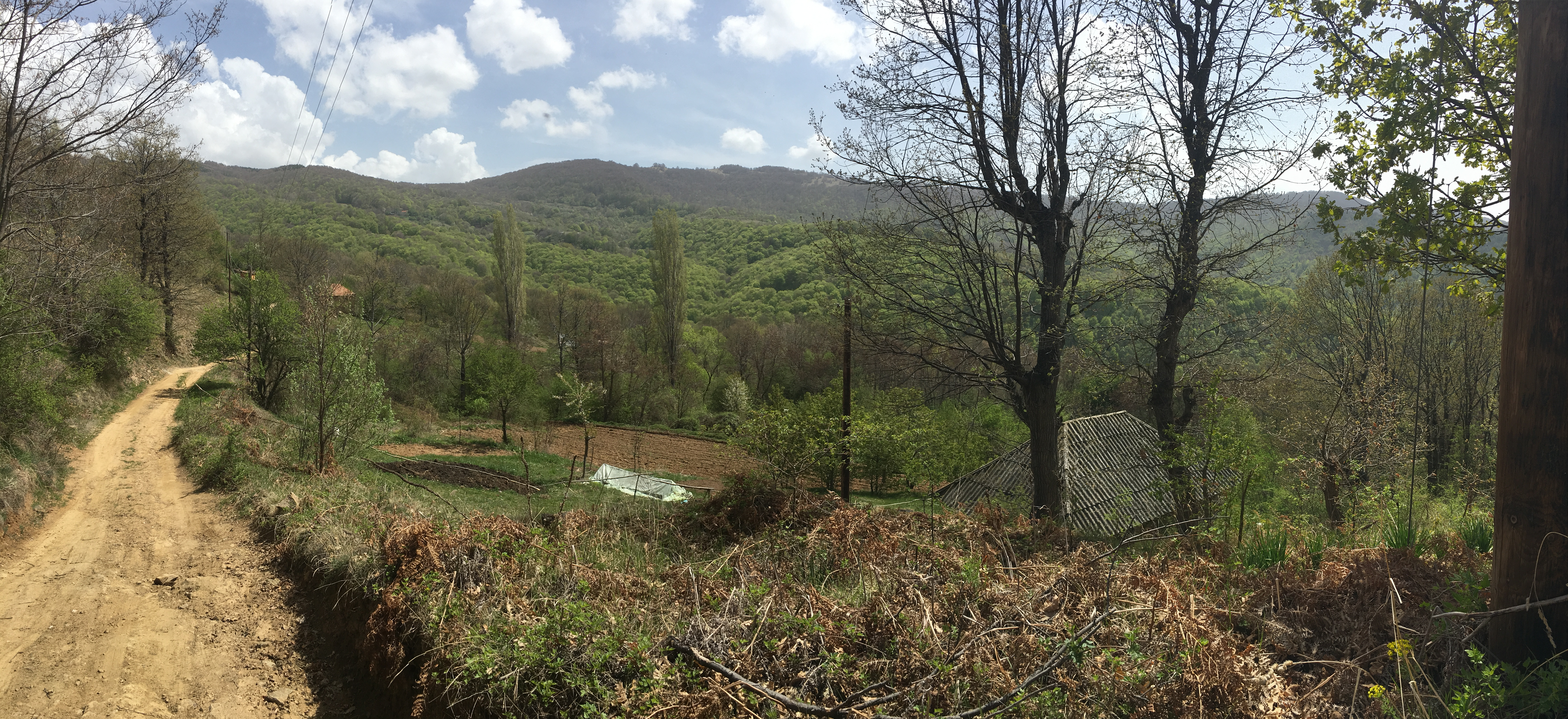
Borowo

Borowo lub Borovo (maced. Борово) – wieś w północno-wschodniej Macedonii Północnej, w gminie Kriwa Pałanka.